# Watashi ga Motenai no wa Dō Kangaetemo Omaera ga Warui!
Watashi ga Motenai no wa Dō Kangaetemo Omaera ga Warui! (Japans: 私がモテないのはどう考えてもお前らが悪い!; Engels: No Matter How I Look at It, It's You Guys' Fault I'm Not Popular!), vaak WataMote (ワタモテ) genoemd, is een Japanse manga, geschreven en geïllustreerd door Nico Tanigawa. Een op de manga gebaseerde anime werd in Japan uitgezonden van juli tot september 2013. In oktober 2014 verscheen een prequel van de anime als OVA.

## Verhaal
Tomoko Kuroki is een 15-jarig schoolmeisje met een intense sociale fobie. Vanwege haar extreme verlegenheid besteedt ze haar eerste twee maanden op de middelbare school in sociale isolatie. In de hoop haar leven om te gooien probeert ze van alles om alsnog populair te worden.

## Manga
| Volume | Japanse verschijningsdatum | Japanse ISBN   | Engelse verschijningsdatum | Engelse ISBN   |
| ------ | -------------------------- | -------------- | -------------------------- | -------------- |
| 1      | 21 januari 2012            | 978-4757534803 | 29 oktober 2013            | 978-0316243162 |
| 2      | 22 mei 2012                | 978-4757535978 | 21 oktober 2014            | 978-0316322041 |
| 3      | 22 december 2012           | 978-4757538184 | 22 april 2014              | 978-0316322058 |
| 4      | 22 juni 2013               | 978-4757539808 | 22 juli 2014               | 978-0316376747 |
| 5      | 21 september 2013          | 978-4757540644 | 28 oktober 2014            | 978-0316336093 |
| 6      | 22 maart 2014              | 978-4757540255 | 20 januari 2015            | 978-0316259415 |
| 7      | 22 oktober 2014            | 978-4757541214 | 19 mei 2015                | 978-0316342018 |
| 8      | 22 augustus 2015           | 978-4757547131 | 22 maart 2016              | 978-0316314947 |
| 9      | 22 maart 2016              | 978-4757549111 | 22 november 2016           | 978-0316314947 |
| 10     | 22 oktober 2016            | 978-4757551251 | 18 juli 2017               | 978-0316439718 |
| 11     | 22 maart 2017              | 978-4757552777 | 19 december 2017           | 978-0316414128 |

## Anime
| Aflevering | Japanse titel                                                              | Engelse titel                                                   | Uitzendingsdatum  |
| ---------- | -------------------------------------------------------------------------- | --------------------------------------------------------------- | ----------------- |
| 1          | Motenai shi, Chotto Imechen suru wa (モテないし、ちょっとイメチェンするわ) | Since I'm Not Popular, I'll Change My Image a Bit               | 8 juli 2013       |
| 2          | Motenai shi, Mukashi no Tomodachi ni Au" (モテないし、昔の友達に会う)      | Since I'm Not Popular, I'll See My Old Friend                   | 15 juli 2013      |
| 3          | Motenai shi, Akutenkō (モテないし、悪天候)                                 | Since I'm Not Popular, the Weather's Bad                        | 22 juli 2013      |
| 4          | Motenai shi, Chotto Ii Yume Miru wa (モテないし、ちょっといい夢見るわ)     | Since I'm Not Popular, I'll Have a Good Dream                   | 29 juli 2013      |
| 5          | Motenai shi, Sukiru Appu shitemiru (モテないし、スキルアップしてみる)      | Since I'm Not Popular, I'll Boost My Skills                     | 5 augustus 2013   |
| 6          | Motenai shi, Hanabi ni Iku (モテないし、花火に行く)                        | Since I'm Not Popular, I'll Go See the Fireworks                | 12 augustus 2013  |
| 7          | Motenai shi, Natsuyasumi o Makitsu suru (モテないし、夏休みを満喫する)     | Since I'm Not Popular, I'll Enjoy Summer Vacation               | 19 augustus 2013  |
| 8          | Motenai shi, Mie o Haru (モテないし、見栄をはる)                           | Since I'm Not Popular, I'll Put on Airs                         | 26 augustus 2013  |
| 9          | Motenai shi, Natsu ga Owaru (モテないし、夏が終わる)                       | Since I'm Not Popular, Summer Will End                          | 2 september 2013  |
| 10         | Motenai shi, Ni-gakki ga Hajimaru (モテないし、二学期が始まる)             | Since I'm Not Popular, Second Term Is Starting                  | 9 september 2013  |
| 11         | Motenai shi, Bunkasai ni Sankasuru (モテないし、文化祭に参加する)          | Since I'm Not Popular, I'll Participate in the Culture Festival | 16 september 2013 |
| 12         | Motenai shi, Shōrai o Kangaeru (モテないし、将来を考える)                  | Since I'm Not Popular, I'll Think About the Future              | 23 september 2013 |
| OVA        | Motenai shi, Nazomeitemiru (モテないし、謎めいてみる)                      | Since I'm Not Popular, I'll Become an Enigma                    | 22 oktober 2014   |